# Salt d'alçada
El salt d'alçada o salt d'altura és un salt atlètic de l'atletisme on l'atleta tracta de superar el llistó que indica una certa alçada impulsant-se amb un sol peu. L'atleta acaba la prova quan no sobrepassa una mida prevista després de tres assaigs. Cada vegada que salten es puja 10 cm el llistó.

## Tècnica
Independentment de la tècnica que s'empri, la cursa es fa amb una forma de "J", amb una corba final que ha de tenir entre 3 i 10 metres de radi segons l'estil de salt.

### Fosbury
La tècnica actualment emprada és el salt de fosbury, es va començar a utilitzar als Jocs Olímpics de 1968 per Dick Fosbury que va ser desqualificat per utilitzar la seva tècnica, fins aleshores inèdita, tot i que finalment se li va concedir la medalla d'or en veure que no infringia cap regla.
Es tracta de fer la batuda amb el peu contrari a la direcció del salt, i passar el llistó d'esquena arquejant-la.

### Salt de tisora
Aquest salt que ja no es fa servir en competicions professionals, però si en categories inferiors, consisteix a fer la batuda amb el peu contrari a la direcció de salt, i fer passar l'altra cama per sobre el llistó, i posteriorment la de batuda, fent que es pugui caure de peu.
És una tècnica molt bona.

## Àrea de competició
El salt d'alçada es du a terme a una pista d'atletisme coberta o descoberta.
S'utilitza un dels extrems de la pista dins la corba.

### Pista d'entrada
Té forma de ventall i està ubicada davant el llistó.

### Llistó
És una barra circular feta de fibra de vidre o un altre material adient, però no de metall, amb els extrems plans per poder-se aguantar als suports. L'objectiu del saltador és saltar per sobre el llistó sense fer-lo caure. Fa 4 metres de llargària i com a màxim pot pesar 2 kg.

### Suports
També anomenats saltòmetres, estan disposats entre la colxoneta i l'atleta, es disposen a 4 metres de distància, el seu objectiu és el d'aguantar el llistó i marcar-ne l'alçada.

### Matalàs
Anomenat també llit, és una superfície de gomaespuma de 3,96 m de llarg i 4,87 d'ample.

## Equipament
Per realitzar el salt d'alçada és necessari un conjunt de roba (samarreta i pantalons o malles) i unes botes de claus d'atletisme. Les botes de claus del salt d'alçada tenen claus a la part posterior i anterior de la planta del peu per tal que la bota no rellisqui amb el terra i unes soles de mitja polzada.

## Paralímpics
Els deficients visuals poden disposar d'un avisador que els proporcioni la situació acústicament, també poden tocar el llistó prèviament del salt per poder-se orientar més fàcilment.

## Rècords
Actualitzat a 11 de febrer de 2024
|    |       | Marca | Atleta                | País         | Lloc        | Data       |
| -- | ----- | ----- | --------------------- | ------------ | ----------- | ---------- |
| WR | Homes | 2.45  | Javier Sotomayor      | Cuba         | Salamanca   | 27-07-1993 |
| WR | Dones | 2.09  | Stefka Kostadínova    | Bulgària     | Roma        | 30-08-1987 |
| OR | Homes | 2.39  | Charles Austin        | Estats Units | Atlanta     | 28-07-1996 |
| OR | Dones | 2.06  | Yelena Slesarenko     | Rússia       | Atenes      | 28-08-2004 |
| ER | Homes | 2.42  | Patrik Sjöberg        | Suècia       | Estocolm    | 30-06-1987 |
| ER | Dones | 2.09  | Stefka Kostadínova    | Bulgària     | Roma        | 30-08-1987 |
| AM | Homes | 2.45  | Javier Sotomayor      | Cuba         | Salamanca   | 27-07-1993 |
| AM | Dones | 2.05  | Chaunte Lowe          | Estats Units | Des Moines  | 26-06-2010 |
| AF | Homes | 2.38  | Jacques Freitag       | Sud-àfrica   | Oudtshoorn  | 05-03-2005 |
| AF | Dones | 2.06  | Hestrie Cloete        | Sud-àfrica   | París       | 31-08-2003 |
| AS | Homes | 2.43  | Mutaz Essa Barshim    | Qatar        | Brussel·les | 05-09-2014 |
| AS | Dones | 2.00  | Nadezhda Dubovitskaya | Kazakhstan   | Almati      | 08-06-2021 |
| OC | Homes | 2.36  | Tim Forsyth           | Austràlia    | Melbourne   | 02-03-1997 |
| OC | Homes | 2.36  | Brandon Starc         | Austràlia    | Eberstadt   | 26-08-2018 |
| OC | Dones | 2.03  | Nicola Olyslagers     | Austràlia    | Eugene      | 17-09-2023 |

## Atletes amb millors marques mundials
- Actualitza a 11 de febrer de 2024[4][5]

### Millors marques masculines
| Ranking | Marca | Atleta             | País                | Data                  | Lloc        | Ref.  |
| ------- | ----- | ------------------ | ------------------- | --------------------- | ----------- | ----- |
| 1.      | 2,45  | Javier Sotomayor   | Cuba                | 27 de juliol de 1993  | Salamanca   |       |
| 2.      | 2,43  | Mutaz Essa Barshim | Qatar               | 5 de setembre de 2014 | Brussel·les | [ 6 ] |
| 3.      | 2,42  | Patrik Sjöberg     | Suècia              | 30 de juny de 1987    | Estocolm    |       |
| 3.      | 2,42  | Bohdan Bondarenko  | Ucraïna             | 14 de juny de 2014    | Nova York   | [ 7 ] |
| 3.      | 2,42  | Carlo Thränhardt   | Alemanya Occidental | 26 de febrer de 1988  | Berlín      |       |
| 6.      | 2,41  | Igor Paklin        | Unió Soviètica      | 4 de setembre de 1985 | Kobe        |       |
| 7.      | 2,40  | Rudolf Povarnitsyn | Unió Soviètica      | 11 d'agost de 1985    | Donetsk     |       |
| 7.      | 2,40  | Sorin Matei        | Romania             | 20 de juny de 1990    | Bratislava  |       |
| 7.      | 2,40  | Charles Austin     | Estats Units        | 7 d'agost de 1991     | Zúric       |       |
| 7.      | 2,40  | Vyacheslav Voronin | Rússia              | 5 d'agost de 2000     | Londres     |       |
| 7.      | 2,40  | Derek Drouin       | Canadà              | 25 d'abril de 2014    | Des Moines  | [ 8 ] |
| 7.      | 2,40  | Andrii Protsenko   | Ucraïna             | 3 de juliol de 2014   | Lausana     | [ 9 ] |
| 7.      | 2,40  | Hollis Conway      | Estats Units        | 10 de març de 1991    | Sevilla     |       |
| 7.      | 2,40  | Stefan Holm        | Suècia              | 6 de març de 2005     | Madrid      |       |
| 7.      | 2,40  | Ivan Ukhov         | Rússia              | 25 de febrer de 2009  | El Pireu    |       |
| 7.      | 2,40  | Aleksey Dmitrik    | Rússia              | 8 de febrer de 2014   | Arnstadt    |       |

### Millors marques femenines
| Ranking | Marca | Atleta              | País       | Data                 | Lloc            | Ref.   |
| ------- | ----- | ------------------- | ---------- | -------------------- | --------------- | ------ |
| 1.      | 2,10  | Yaroslava Mahuchikh | Ucraïna    | 7 de juliol de 2024  | París           |        |
| 2.      | 2,09  | Stefka Kostadínova  | Bulgària   | 30 d'agost de 1987   | Roma            |        |
| 3.      | 2,08  | Blanka Vlasic       | Croàcia    | 31 d'agost de 2009   | Zagreb          | [ 10 ] |
| 4.      | 2,08  | Kajsa Bergqvist     | Suècia     | 4 de febrer de 2006  | Arnstad         |        |
| 5.      | 2,07  | Lyudmila Andonova   | Bulgària   | 20 de juliol de 1984 | Berlín          |        |
| 5.      | 2,07  | Anna Txítxerova     | Rússia     | 22 de juliol de 2011 | Txeboksari      | [ 11 ] |
| 5.      | 2,07  | Heike Hengel        | Alemanya   | 8 de febrer de 1992  | Karlsruhe       |        |
| 8.      | 2,06  | Hestrie Cloete      | Sud-àfrica | 31 d'agost de 2003   | París           |        |
| 8.      | 2,06  | Yelena Slesarenko   | Rússia     | 28 d'agost de 2004   | Atenes          |        |
| 8.      | 2,06  | Ariane Friedrich    | Alemanya   | 14 de juny de 2009   | Berlín          | [ 12 ] |
| 8.      | 2,06  | Mariya Lasitskene   | Rússia     | 6 de juliol de 2017  | Lausana         |        |
| 8.      | 2,06  | Yaroslava Mahuchikh | Ucraïna    | 2 de febrer de 2021  | Banská Bystrica |        |

## Campions olímpics
| Jocs            | Any  |       | Atleta                       | País           | Marca |
| --------------- | ---- | ----- | ---------------------------- | -------------- | ----- |
| Atenes          | 1896 | Homes | Ellery Clark                 | Estats Units   | 1,81  |
| Atenes          | 1896 | Dones | No participaren              |                |       |
| París           | 1900 | Homes | Irving Baxter                | Estats Units   | 1,90  |
| París           | 1900 | Dones | No participaren              |                |       |
| Saint Louis     | 1904 | Homes | Samuel Jones                 | Estats Units   | 1,803 |
| Saint Louis     | 1904 | Dones | No participaren              |                |       |
| Londres         | 1908 | Homes | Harry Porter                 | Estats Units   | 1,905 |
| Londres         | 1908 | Dones | No participaren              |                |       |
| Estocolm        | 1912 | Homes | Almer Richards               | Estats Units   | 1,93  |
| Estocolm        | 1912 | Dones | No participaren              |                |       |
| Anvers          | 1920 | Homes | Richmond Landon              | Estats Units   | 1,94  |
| Anvers          | 1920 | Dones | No participaren              |                |       |
| París           | 1924 | Homes | Harold Osborn                | Estats Units   | 1,98  |
| París           | 1924 | Dones | No participaren              |                |       |
| Amsterdam       | 1928 | Homes | Robert King                  | Estats Units   | 1,94  |
| Amsterdam       | 1928 | Dones | Ethel Catherwood             | Canadà         | 1,59  |
| Los Angeles     | 1932 | Homes | Duncan MaNaughton            | Canadà         | 1,97  |
| Los Angeles     | 1932 | Dones | Jean Shiley                  | Estats Units   | 1,65  |
| Berlín          | 1936 | Homes | Cornelius Johnson            | Estats Units   | 2,03  |
| Berlín          | 1936 | Dones | Ibolya Csák                  | Hongria        | 1,60  |
| Londres         | 1948 | Homes | John Winter                  | Austràlia      | 1,98  |
| Londres         | 1948 | Dones | Alice Coachman               | Estats Units   | 1,68  |
| Hèlsinki        | 1952 | Homes | Walter Davis                 | Estats Units   | 2,04  |
| Hèlsinki        | 1952 | Dones | Esther Brand                 | Sud-àfrica     | 1,67  |
| Melbourne       | 1956 | Homes | Charles Everett Dumas        | Estats Units   | 2,12  |
| Melbourne       | 1956 | Dones | Mildred Louise McDaniel      | Estats Units   | 1,76  |
| Roma            | 1960 | Homes | Robert Shaulakadze           | Unió Soviètica | 2,16  |
| Roma            | 1960 | Dones | Iolanda Balas                | Romania        | 1,85  |
| Tòquio          | 1964 | Homes | Valeri Brumel                | Unió Soviètica | 2,18  |
| Tòquio          | 1964 | Dones | Iolanda Balas                | Romania        | 1,90  |
| Ciutat de Mèxic | 1968 | Homes | Dick Fosbury                 | Estats Units   | 2,24  |
| Ciutat de Mèxic | 1968 | Dones | Miroslava Rezkova            | Txecoslovàquia | 1,82  |
| Munich          | 1972 | Homes | Iuri Tarmak                  | Unió Soviètica | 2,23  |
| Munich          | 1972 | Dones | Ulrike Meyfarth              | RFA            | 1,91  |
| Mont-real       | 1976 | Homes | Jacek Wszola                 | Polònia        | 2,25  |
| Mont-real       | 1976 | Dones | Rosemarie Witschas-Ackermann | RDA            | 1,93  |
| Moscou          | 1980 | Homes | BERD Wessig                  | RDA            | 2,36  |
| Moscou          | 1980 | Dones | Sara Simenoni                | Itàlia         | 1,97  |
| Los Angeles     | 1984 | Homes | Diezmar Mögenburg            | RFA            | 2,35  |
| Los Angeles     | 1984 | Dones | Ulrike Meyfarth              | RFA            | 2,02  |
| Seül            | 1988 | Homes | Gennadi Avdeienko            | Unió Soviètica | 2,38  |
| Seül            | 1988 | Dones | Louise Ritter                | Estats Units   | 2,03  |
| Barcelona       | 1992 | Homes | Javier Sotomayor             | Cuba           | 2,34  |
| Barcelona       | 1992 | Dones | Heike Henkel                 | Alemanya       | 2,02  |
| Atlanta         | 1996 | Homes | Charles Austin               | Estats Units   | 2,39  |
| Atlanta         | 1996 | Dones | Stefka Kostadínova           | Bulgària       | 2,05  |
| Sydney          | 2000 | Homes | Segei Kliugin                | Rússia         | 2,35  |
| Sydney          | 2000 | Dones | Ielena Ielesina              | Rússia         | 2,01  |
| Atenes          | 2004 | Homes | Stefan Holm                  | Suècia         | 2,36  |
| Atenes          | 2004 | Dones | Ielena Slesarenko            | Rússia         | 2,06  |
| Beijing         | 2008 | Homes | Andrei Silnov                | Rússia         | 2,36  |
| Beijing         | 2008 | Dones | Tia Hellebaut                | Bèlgica        | 2,05  |
| Londres         | 2012 | Homes | Erik Kynard                  | Estats Units   | 2,33  |
| Londres         | 2012 | Dones | Anna Txitxerova              | Rússia         | 2,05  |
| Rio de Janeiro  | 2016 | Homes | Derek Drouin                 | Canadà         | 2,38  |
| Rio de Janeiro  | 2016 | Dones | Ruth Beitia                  | Espanya        | 1,97  |
| Tòquio          | 2020 | Homes | Mutaz Essa Barshim           | Qatar          | 2,37  |
| Tòquio          | 2020 | Homes | Gianmarco Tamberi            | Itàlia         | 2,37  |
| Tòquio          | 2020 | Dones | Mariya Lasitskene            | Rússia         | 2,04  |
| París           | 2024 | Homes |                              |                |       |
| París           | 2024 | Dones |                              |                |       |

## Campions mundials
| Seu       | Any  |       | Atleta              | País           | Marca |
| --------- | ---- | ----- | ------------------- | -------------- | ----- |
| Hèlsinki  | 1983 | Homes | Gennadi Avdeienko   | Unió Soviètica | 2,32  |
| Hèlsinki  | 1983 | Dones | Tamara Bikova       | Unió Soviètica | 2,01  |
| Roma      | 1987 | Homes | Patrick Sjöberg     | Suècia         | 2,38  |
| Roma      | 1987 | Dones | Stefka Kostadínovaa | Bulgària       | 2,09  |
| Tòquio    | 1991 | Homes | Charles Austin      | Estats Units   | 2,38  |
| Tòquio    | 1991 | Dones | Heike Henkel        | Alemanya       | 2,05  |
| Stuttgart | 1993 | Homes | Javier Sotomayor    | Cuba           | 2,40  |
| Stuttgart | 1993 | Dones | Ioammet Quintero    | Cuba           | 1,99  |
| Göteborg  | 1995 | Homes | Troy Kemp           | Bahames        | 2,37  |
| Göteborg  | 1995 | Dones | Stefka Kostadínova  | Bulgària       | 2,01  |
| Atenes    | 1997 | Homes | Javier Sotomayor    | Cuba           | 2,37  |
| Atenes    | 1997 | Dones | Hanne Haugland      | Noruega        | 1,99  |
| Sevilla   | 1999 | Homes | Viacheslav Voronin  | Rússia         | 2,37  |
| Sevilla   | 1999 | Dones | Inga Babakova       | Ucraïna        | 1,99  |
| Edmonton  | 2001 | Homes | Martin Buss         | Alemanya       | 2,36  |
| Edmonton  | 2001 | Dones | Hestrie Cloete      | Sud-àfrica     | 2,00  |
| París     | 2003 | Homes | Jacques Freitag     | Sud-àfrica     | 2,35  |
| París     | 2003 | Dones | Hestrie Cloete      | Sud-àfrica     | 2,06  |
| Hèlsinki  | 2005 | Homes | Iuri Krimarenko     | Ucraïna        | 2,32  |
| Hèlsinki  | 2005 | Dones | Kajsa Bergqvist     | Suècia         | 2,02  |
| Osaka     | 2007 | Homes | Donald Thomas       | Bahames        | 2,35  |
| Osaka     | 2007 | Dones | Blanka Vlašic       | Croàcia        | 2,05  |
| Berlín    | 2009 | Homes | Iaroslav Ribakov    | Rússia         | 2,32  |
| Berlín    | 2009 | Dones | Blanka Vlašić       | Croàcia        | 2,04  |
| Daegu     | 2011 | Homes | Jesse Williams      | Estats Units   | 2,35  |
| Daegu     | 2011 | Dones | Anna Txitxerova     | Rússia         | 2,03  |
| Moscou    | 2013 | Homes | Bohdan Bondarenko   | Ucraïna        | 2,41  |
| Moscou    | 2013 | Dones | Brigetta Barrett    | Estats Units   | 2,00  |
| Pequín    | 2015 | Homes | Derek Drouin        | Canadà         | 2,34  |
| Pequín    | 2015 | Dones | Mariya Kuchina      | Rússia         | 2,01  |
| Londres   | 2017 | Homes | Mutaz Essa Barshim  | Qatar          | 2,35  |
| Londres   | 2017 | Dones | Mariya Lasitskene   | Rússia         | 2,03  |
| Doha      | 2019 | Homes | Mutaz Essa Barshim  | Qatar          | 2,37  |
| Doha      | 2019 | Dones | Mariya Lasitskene   | Rússia         | 2,04  |
| Eugene    | 2022 | Homes | Mutaz Essa Barshim  | Qatar          | 2,37  |
| Eugene    | 2022 | Dones | Eleanor Patterson   | Austràlia      | 2,02  |
| Budapest  | 2023 | Homes | Gianmarco Tamberi   | Itàlia         | 2,36  |
| Budapest  | 2023 | Dones | Yaroslava Mahuchick | Ucraïna        | 2,01  |